# Eerste divisie 2003/04 (nacompetitie)/Wedstrijden
Het Nederlandse Eerste divisie voetbal uit het seizoen 2003/04 kende aan het einde van de reguliere competitie een nacompetitie. Alleen de kampioen van de Eerste divisie promoveerde rechtstreeks naar de Eredivisie. Behalve de vier periodekampioenen en de twee hoogst geklasseerde clubs zonder periodetitel namen ook de nummers 16 en 17 van de Eredivisie hieraan deel. De acht clubs werden verdeeld over twee poules, beide poulewinnaars veroverden een plaats in de Eredivisie.
Winnaars van deze tweeëndertigste editie werden Vitesse en De Graafschap.

## Speelronde 1

### Groep A
|                   |                       |       |                                    |                                                                              |
| 19 mei 2004 20:00 | Sparta Rotterdam      | 1 – 3 | Vitesse                            | Stadion: Het Kasteel, Rotterdam Toeschouwers: 7.485 Scheidsrechter: Dick Jol |
| 19 mei 2004 20:00 | Evgeniy Levchenko 20' |       | 34', 90' Nicky Hofs 70' Paulo Rink | Stadion: Het Kasteel, Rotterdam Toeschouwers: 7.485 Scheidsrechter: Dick Jol |
| 19 mei 2004 20:00 |                       |       |                                    | Stadion: Het Kasteel, Rotterdam Toeschouwers: 7.485 Scheidsrechter: Dick Jol |
| 19 mei 2004 20:00 |                       |       |                                    | Stadion: Het Kasteel, Rotterdam Toeschouwers: 7.485 Scheidsrechter: Dick Jol |
|                   |                       |       |                                    |                                                                              |

|                   |                                                                                   |       |               |                                                                         |
| 19 mei 2004 20:00 | VVV-Venlo                                                                         | 6 – 0 | Helmond Sport | Stadion: De Koel, Venlo Toeschouwers: 5.835 Scheidsrechter: Ruud Bossen |
| 19 mei 2004 20:00 | Bas Jacobs 36' John van Loenhout 39' Paul Jans 47' Bernard Hofstede 49', 58', 86' |       |               | Stadion: De Koel, Venlo Toeschouwers: 5.835 Scheidsrechter: Ruud Bossen |
| 19 mei 2004 20:00 |                                                                                   |       |               | Stadion: De Koel, Venlo Toeschouwers: 5.835 Scheidsrechter: Ruud Bossen |
| 19 mei 2004 20:00 |                                                                                   |       |               | Stadion: De Koel, Venlo Toeschouwers: 5.835 Scheidsrechter: Ruud Bossen |
|                   |                                                                                   |       |               |                                                                         |

### Groep B
|                   |               |       |           |                                                                                            |
| 19 mei 2004 20:00 | De Graafschap | 0 – 0 | Excelsior | Stadion: De Vijverberg, Doetinchem Toeschouwers: 9.132 Scheidsrechter: Reinold Wiedemeijer |
| 19 mei 2004 20:00 |               |       |           | Stadion: De Vijverberg, Doetinchem Toeschouwers: 9.132 Scheidsrechter: Reinold Wiedemeijer |
| 19 mei 2004 20:00 |               |       |           | Stadion: De Vijverberg, Doetinchem Toeschouwers: 9.132 Scheidsrechter: Reinold Wiedemeijer |
| 19 mei 2004 20:00 |               |       |           | Stadion: De Vijverberg, Doetinchem Toeschouwers: 9.132 Scheidsrechter: Reinold Wiedemeijer |
|                   |               |       |           |                                                                                            |

|                   |                                                                             |       |             |                                                                                 |
| 19 mei 2004 20:00 | Heracles Almelo                                                             | 4 – 0 | FC Volendam | Stadion: Polman Stadion, Almelo Toeschouwers: 5.750 Scheidsrechter: Pieter Vink |
| 19 mei 2004 20:00 | Roel Buikema 59' Lindsay Wilson 80' (e.d.) Thijs Sluijter 87' Yuri Rose 90' |       |             | Stadion: Polman Stadion, Almelo Toeschouwers: 5.750 Scheidsrechter: Pieter Vink |
| 19 mei 2004 20:00 |                                                                             |       |             | Stadion: Polman Stadion, Almelo Toeschouwers: 5.750 Scheidsrechter: Pieter Vink |
| 19 mei 2004 20:00 |                                                                             |       |             | Stadion: Polman Stadion, Almelo Toeschouwers: 5.750 Scheidsrechter: Pieter Vink |
|                   |                                                                             |       |             |                                                                                 |

## Speelronde 2

### Groep A
|                   |                       |       |                                       |                                                                                |
| 22 mei 2004 19:30 | Helmond Sport         | 2 – 2 | Sparta Rotterdam                      | Stadion: De Braak, Helmond Toeschouwers: 2.275 Scheidsrechter: Dick van Egmond |
| 22 mei 2004 19:30 | Dennis Schulp 4', 52' |       | 41' Danny Koevermans 72' Kiran Bechan | Stadion: De Braak, Helmond Toeschouwers: 2.275 Scheidsrechter: Dick van Egmond |
| 22 mei 2004 19:30 |                       |       |                                       | Stadion: De Braak, Helmond Toeschouwers: 2.275 Scheidsrechter: Dick van Egmond |
| 22 mei 2004 19:30 |                       |       |                                       | Stadion: De Braak, Helmond Toeschouwers: 2.275 Scheidsrechter: Dick van Egmond |
|                   |                       |       |                                       |                                                                                |

|                   |                                                                                             |       |           |                                                                               |
| 22 mei 2004 20:00 | Vitesse                                                                                     | 5 – 0 | VVV-Venlo | Stadion: GelreDome, Arnhem Toeschouwers: 16.800 Scheidsrechter: Ben Haverkort |
| 22 mei 2004 20:00 | Theo Janssen 43' Aleksandar Ranković 53' Matthew Amoah 69' Nicky Hofs 87' Stijn Schaars 87' |       |           | Stadion: GelreDome, Arnhem Toeschouwers: 16.800 Scheidsrechter: Ben Haverkort |
| 22 mei 2004 20:00 |                                                                                             |       |           | Stadion: GelreDome, Arnhem Toeschouwers: 16.800 Scheidsrechter: Ben Haverkort |
| 22 mei 2004 20:00 |                                                                                             |       |           | Stadion: GelreDome, Arnhem Toeschouwers: 16.800 Scheidsrechter: Ben Haverkort |
|                   |                                                                                             |       |           |                                                                               |

### Groep B
|                   |           |                       |                 |                                                                               |
| 22 mei 2004 19:30 | Excelsior | 0 – 1                 | Heracles Almelo | Stadion: Woudestein, Rotterdam Toeschouwers: 2.873 Scheidsrechter: Fred Sterk |
| 22 mei 2004 19:30 |           | 66' Richard Roelofsen |                 | Stadion: Woudestein, Rotterdam Toeschouwers: 2.873 Scheidsrechter: Fred Sterk |
| 22 mei 2004 19:30 |           |                       |                 | Stadion: Woudestein, Rotterdam Toeschouwers: 2.873 Scheidsrechter: Fred Sterk |
| 22 mei 2004 19:30 |           |                       |                 | Stadion: Woudestein, Rotterdam Toeschouwers: 2.873 Scheidsrechter: Fred Sterk |
|                   |           |                       |                 |                                                                               |

|                   |             |               |               |                                                                                     |
| 22 mei 2004 19:30 | FC Volendam | 0 – 1         | De Graafschap | Stadion: Kras Stadion, Volendam Toeschouwers: 3.563 Scheidsrechter: Jack van Hulten |
| 22 mei 2004 19:30 |             | 3' Loïc Loval |               | Stadion: Kras Stadion, Volendam Toeschouwers: 3.563 Scheidsrechter: Jack van Hulten |
| 22 mei 2004 19:30 |             |               |               | Stadion: Kras Stadion, Volendam Toeschouwers: 3.563 Scheidsrechter: Jack van Hulten |
| 22 mei 2004 19:30 |             |               |               | Stadion: Kras Stadion, Volendam Toeschouwers: 3.563 Scheidsrechter: Jack van Hulten |
|                   |             |               |               |                                                                                     |

## Speelronde 3

### Groep A
|                   |           |                                           |                  |                                                                         |
| 25 mei 2004 20:00 | VVV-Venlo | 0 – 2                                     | Sparta Rotterdam | Stadion: De Koel, Venlo Toeschouwers: 5.995 Scheidsrechter: Pieter Vink |
| 25 mei 2004 20:00 |           | 46' Ricky van den Bergh 62' Menno Willems |                  | Stadion: De Koel, Venlo Toeschouwers: 5.995 Scheidsrechter: Pieter Vink |
| 25 mei 2004 20:00 |           |                                           |                  | Stadion: De Koel, Venlo Toeschouwers: 5.995 Scheidsrechter: Pieter Vink |
| 25 mei 2004 20:00 |           |                                           |                  | Stadion: De Koel, Venlo Toeschouwers: 5.995 Scheidsrechter: Pieter Vink |
|                   |           |                                           |                  |                                                                         |

|                   |                                       |       |                                  |                                                                              |
| 25 mei 2004 20:00 | Helmond Sport                         | 2 – 2 | Vitesse                          | Stadion: De Braak, Helmond Toeschouwers: 3.111 Scheidsrechter: Roelof Luinge |
| 25 mei 2004 20:00 | Sergio van Dijk 26' Dennis Schulp 90' |       | 13' Matthew Amoah 24' Nicky Hofs | Stadion: De Braak, Helmond Toeschouwers: 3.111 Scheidsrechter: Roelof Luinge |
| 25 mei 2004 20:00 |                                       |       |                                  | Stadion: De Braak, Helmond Toeschouwers: 3.111 Scheidsrechter: Roelof Luinge |
| 25 mei 2004 20:00 |                                       |       |                                  | Stadion: De Braak, Helmond Toeschouwers: 3.111 Scheidsrechter: Roelof Luinge |
|                   |                                       |       |                                  |                                                                              |

### Groep B
|                   |                                           |       |                        |                                                                                |
| 25 mei 2004 20:00 | Excelsior                                 | 2 – 1 | FC Volendam            | Stadion: Woudestein, Rotterdam Toeschouwers: 2.158 Scheidsrechter: Ruud Bossen |
| 25 mei 2004 20:00 | Mounir El Hamdaoui 42' Mels van Driel 65' |       | 69' Maarten Woudenberg | Stadion: Woudestein, Rotterdam Toeschouwers: 2.158 Scheidsrechter: Ruud Bossen |
| 25 mei 2004 20:00 |                                           |       |                        | Stadion: Woudestein, Rotterdam Toeschouwers: 2.158 Scheidsrechter: Ruud Bossen |
| 25 mei 2004 20:00 |                                           |       |                        | Stadion: Woudestein, Rotterdam Toeschouwers: 2.158 Scheidsrechter: Ruud Bossen |
|                   |                                           |       |                        |                                                                                |

|                   |                                           |       |               |                                                                              |
| 25 mei 2004 20:00 | Heracles Almelo                           | 2 – 0 | De Graafschap | Stadion: Polman Stadion, Almelo Toeschouwers: 6.185 Scheidsrechter: Dick Jol |
| 25 mei 2004 20:00 | Berry Hoogeveen 44' Richard Roelofsen 85' |       |               | Stadion: Polman Stadion, Almelo Toeschouwers: 6.185 Scheidsrechter: Dick Jol |
| 25 mei 2004 20:00 |                                           |       |               | Stadion: Polman Stadion, Almelo Toeschouwers: 6.185 Scheidsrechter: Dick Jol |
| 25 mei 2004 20:00 |                                           |       |               | Stadion: Polman Stadion, Almelo Toeschouwers: 6.185 Scheidsrechter: Dick Jol |
|                   |                                           |       |               |                                                                              |

## Speelronde 4

### Groep A
|                   |                     |       |                      |                                                                                     |
| 28 mei 2004 20:00 | Sparta Rotterdam    | 1 – 1 | VVV-Venlo            | Stadion: Het Kasteel, Rotterdam Toeschouwers: 4.750 Scheidsrechter: Jack van Hulten |
| 28 mei 2004 20:00 | Danny Koevermans 9' |       | 90+3' Tom van Bergen | Stadion: Het Kasteel, Rotterdam Toeschouwers: 4.750 Scheidsrechter: Jack van Hulten |
| 28 mei 2004 20:00 |                     |       |                      | Stadion: Het Kasteel, Rotterdam Toeschouwers: 4.750 Scheidsrechter: Jack van Hulten |
| 28 mei 2004 20:00 |                     |       |                      | Stadion: Het Kasteel, Rotterdam Toeschouwers: 4.750 Scheidsrechter: Jack van Hulten |
|                   |                     |       |                      |                                                                                     |

|                   |                      |       |               |                                                                                     |
| 28 mei 2004 20:00 | Vitesse              | 1 – 0 | Helmond Sport | Stadion: GelreDome, Arnhem Toeschouwers: 17.600 Scheidsrechter: Reinold Wiedemeijer |
| 28 mei 2004 20:00 | Ruud Knol 15' (pen.) |       |               | Stadion: GelreDome, Arnhem Toeschouwers: 17.600 Scheidsrechter: Reinold Wiedemeijer |
| 28 mei 2004 20:00 |                      |       |               | Stadion: GelreDome, Arnhem Toeschouwers: 17.600 Scheidsrechter: Reinold Wiedemeijer |
| 28 mei 2004 20:00 |                      |       |               | Stadion: GelreDome, Arnhem Toeschouwers: 17.600 Scheidsrechter: Reinold Wiedemeijer |
|                   |                      |       |               |                                                                                     |

### Groep B
|                   |                                     |       |                 |                                                                                      |
| 28 mei 2004 20:00 | De Graafschap                       | 2 – 0 | Heracles Almelo | Stadion: De Vijverberg, Doetinchem Toeschouwers: 10.000 Scheidsrechter: René Temmink |
| 28 mei 2004 20:00 | Roeslan Valjejev 5' Hilmi Mihci 78' |       |                 | Stadion: De Vijverberg, Doetinchem Toeschouwers: 10.000 Scheidsrechter: René Temmink |
| 28 mei 2004 20:00 |                                     |       |                 | Stadion: De Vijverberg, Doetinchem Toeschouwers: 10.000 Scheidsrechter: René Temmink |
| 28 mei 2004 20:00 |                                     |       |                 | Stadion: De Vijverberg, Doetinchem Toeschouwers: 10.000 Scheidsrechter: René Temmink |
|                   |                                     |       |                 |                                                                                      |

|                   |                |       |                                        |                                                                                     |
| 28 mei 2004 20:00 | FC Volendam    | 1 – 2 | Excelsior                              | Stadion: Kras Stadion, Volendam Toeschouwers: 2.681 Scheidsrechter: Dick van Egmond |
| 28 mei 2004 20:00 | Jack Tuijp 41' |       | 4' Mounir El Hamdaoui 75' Brett Holman | Stadion: Kras Stadion, Volendam Toeschouwers: 2.681 Scheidsrechter: Dick van Egmond |
| 28 mei 2004 20:00 |                |       |                                        | Stadion: Kras Stadion, Volendam Toeschouwers: 2.681 Scheidsrechter: Dick van Egmond |
| 28 mei 2004 20:00 |                |       |                                        | Stadion: Kras Stadion, Volendam Toeschouwers: 2.681 Scheidsrechter: Dick van Egmond |
|                   |                |       |                                        |                                                                                     |

## Speelronde 5

### Groep A
|                   |                              |       |                                    |                                                                                      |
| 31 mei 2004 14:30 | Sparta Rotterdam             | 2 – 2 | Helmond Sport                      | Stadion: Het Kasteel, Rotterdam Toeschouwers: 3.150 Scheidsrechter: Peter van Dongen |
| 31 mei 2004 14:30 | Ricky van den Bergh 41', 61' |       | 52' Rob Oomens 85' Danny van Bakel | Stadion: Het Kasteel, Rotterdam Toeschouwers: 3.150 Scheidsrechter: Peter van Dongen |
| 31 mei 2004 14:30 |                              |       |                                    | Stadion: Het Kasteel, Rotterdam Toeschouwers: 3.150 Scheidsrechter: Peter van Dongen |
| 31 mei 2004 14:30 |                              |       |                                    | Stadion: Het Kasteel, Rotterdam Toeschouwers: 3.150 Scheidsrechter: Peter van Dongen |
|                   |                              |       |                                    |                                                                                      |

|                   |                 |       |                   |                                                                          |
| 31 mei 2004 20:00 | VVV-Venlo       | 1 – 1 | Vitesse           | Stadion: De Koel, Venlo Toeschouwers: 4.500 Scheidsrechter: René Temmink |
| 31 mei 2004 20:00 | Ken Leemans 83' |       | 29' Matthew Amoah | Stadion: De Koel, Venlo Toeschouwers: 4.500 Scheidsrechter: René Temmink |
| 31 mei 2004 20:00 |                 |       |                   | Stadion: De Koel, Venlo Toeschouwers: 4.500 Scheidsrechter: René Temmink |
| 31 mei 2004 20:00 |                 |       |                   | Stadion: De Koel, Venlo Toeschouwers: 4.500 Scheidsrechter: René Temmink |
|                   |                 |       |                   |                                                                          |

### Groep B
|                   |                                                                        |       |             |                                                                                      |
| 31 mei 2004 18:00 | De Graafschap                                                          | 4 – 0 | FC Volendam | Stadion: De Vijverberg, Doetinchem Toeschouwers: 10.020 Scheidsrechter: Rien Koopman |
| 31 mei 2004 18:00 | Jhon van Beukering 20', 25' Milan Berck Beelenkamp 35' Hilmi Mihci 87' |       |             | Stadion: De Vijverberg, Doetinchem Toeschouwers: 10.020 Scheidsrechter: Rien Koopman |
| 31 mei 2004 18:00 |                                                                        |       |             | Stadion: De Vijverberg, Doetinchem Toeschouwers: 10.020 Scheidsrechter: Rien Koopman |
| 31 mei 2004 18:00 |                                                                        |       |             | Stadion: De Vijverberg, Doetinchem Toeschouwers: 10.020 Scheidsrechter: Rien Koopman |
|                   |                                                                        |       |             |                                                                                      |

|                   |                                     |       |                                            |                                                                                  |
| 31 mei 2004 18:00 | Heracles Almelo                     | 2 – 2 | Excelsior                                  | Stadion: Polman Stadion, Almelo Toeschouwers: 6.500 Scheidsrechter: Jan Wegereef |
| 31 mei 2004 18:00 | Richard Roelofsen 78' Yuri Rose 86' |       | 66' René van Dieren 74' Mounir El Hamdaoui | Stadion: Polman Stadion, Almelo Toeschouwers: 6.500 Scheidsrechter: Jan Wegereef |
| 31 mei 2004 18:00 |                                     |       |                                            | Stadion: Polman Stadion, Almelo Toeschouwers: 6.500 Scheidsrechter: Jan Wegereef |
| 31 mei 2004 18:00 |                                     |       |                                            | Stadion: Polman Stadion, Almelo Toeschouwers: 6.500 Scheidsrechter: Jan Wegereef |
|                   |                                     |       |                                            |                                                                                  |

## Speelronde 6

### Groep A
|                   |                   |       |                                              |                                                                           |
| 3 juni 2004 20:00 | Helmond Sport     | 1 – 3 | VVV-Venlo                                    | Stadion: De Braak, Helmond Toeschouwers: 2.119 Scheidsrechter: Kevin Blom |
| 3 juni 2004 20:00 | Dennis Schulp 86' |       | 10' Arno Arts 15' Ken Leemans 52' Bas Jacobs | Stadion: De Braak, Helmond Toeschouwers: 2.119 Scheidsrechter: Kevin Blom |
| 3 juni 2004 20:00 |                   |       |                                              | Stadion: De Braak, Helmond Toeschouwers: 2.119 Scheidsrechter: Kevin Blom |
| 3 juni 2004 20:00 |                   |       |                                              | Stadion: De Braak, Helmond Toeschouwers: 2.119 Scheidsrechter: Kevin Blom |
|                   |                   |       |                                              |                                                                           |

|                   |                                       |       |                  |                                                                                |
| 3 juni 2004 20:00 | Vitesse                               | 2 – 0 | Sparta Rotterdam | Stadion: GelreDome, Arnhem Toeschouwers: 16.100 Scheidsrechter: Tom van Sichem |
| 3 juni 2004 20:00 | Émile Mbamba 64' Peter van Vossen 70' |       |                  | Stadion: GelreDome, Arnhem Toeschouwers: 16.100 Scheidsrechter: Tom van Sichem |
| 3 juni 2004 20:00 |                                       |       |                  | Stadion: GelreDome, Arnhem Toeschouwers: 16.100 Scheidsrechter: Tom van Sichem |
| 3 juni 2004 20:00 |                                       |       |                  | Stadion: GelreDome, Arnhem Toeschouwers: 16.100 Scheidsrechter: Tom van Sichem |
|                   |                                       |       |                  |                                                                                |

### Groep B
|                   |                                            |       |                                                     |                                                                                  |
| 3 juni 2004 20:00 | Excelsior                                  | 2 – 3 | De Graafschap                                       | Stadion: Woudestein, Rotterdam Toeschouwers: 3.124 Scheidsrechter: Roelof Luinge |
| 3 juni 2004 20:00 | Mounir El Hamdaoui 20' René van Dieren 67' |       | 43', 49' Ilja van Leerdam 90' Michael van der Kruis | Stadion: Woudestein, Rotterdam Toeschouwers: 3.124 Scheidsrechter: Roelof Luinge |
| 3 juni 2004 20:00 |                                            |       |                                                     | Stadion: Woudestein, Rotterdam Toeschouwers: 3.124 Scheidsrechter: Roelof Luinge |
| 3 juni 2004 20:00 |                                            |       |                                                     | Stadion: Woudestein, Rotterdam Toeschouwers: 3.124 Scheidsrechter: Roelof Luinge |
|                   |                                            |       |                                                     |                                                                                  |

|                   |                                         |       |                                   |                                                                                   |
| 3 juni 2004 20:00 | FC Volendam                             | 2 – 2 | Heracles Almelo                   | Stadion: Kras Stadion, Volendam Toeschouwers: 4.182 Scheidsrechter: Ben Haverkort |
| 3 juni 2004 20:00 | Karim Bridji 61' Cerezo Fung a Wing 68' |       | 74' Uriël Trustfull 80' Yuri Rose | Stadion: Kras Stadion, Volendam Toeschouwers: 4.182 Scheidsrechter: Ben Haverkort |
| 3 juni 2004 20:00 |                                         |       |                                   | Stadion: Kras Stadion, Volendam Toeschouwers: 4.182 Scheidsrechter: Ben Haverkort |
| 3 juni 2004 20:00 |                                         |       |                                   | Stadion: Kras Stadion, Volendam Toeschouwers: 4.182 Scheidsrechter: Ben Haverkort |
|                   |                                         |       |                                   |                                                                                   |

## Voetnoten
AGOVV Apeldoorn · 
Cambuur Leeuwarden · 
FC Den Bosch · 
FC Dordrecht · 
FC Eindhoven · 
Emmen · 
Excelsior · 
Fortuna Sittard · 
Go Ahead Eagles · 
De Graafschap · 
Haarlem ·
Helmond Sport · 
Heracles Almelo · 
MVV · 
Sparta Rotterdam · 
Stormvogels Telstar · 
TOP Oss · 
BV Veendam · 
VVV-Venlo
Eredivisie

1960 · 1975 · 1987 · 1988
Eerste divisie

1973 · 1974 · 1975 · 1976 · 1977 · 1978 · 1979 · 1980 · 1981 · 1982 · 1983 · 1984 · 1985 · 1986 · 1987 · 1988 · 1989 · 1990 · 1991 · 1992 · 1993 · 1994 · 1995 · 1996 · 1997 · 1998 · 1999 · 2000 · 2001 · 2002 · 2003 · 2004 · 2005

Vanaf 2006 staan alle competities op 1 pagina.

2006 · 2007 · 2008 · 2009 · 2010 · 2011 · 2012 · 2013 · 2014 · 2015 · 2016 · 2017 · 2018 · 2019 · 2020 · 2021 · 2022 · 2023 · 2024